# Andrew Barth Feldman
Andrew Barth Feldman (Manhasset, Nueva York, 7 de mayo de 2002) es un actor y cantante estadounidense. Comenzó su carrera como actor en el teatro musical participando en producciones locales cuando era niño. Ganó un premio Jimmy por la producción de su escuela secundaria del musical Catch Me if You Can en el 2018. En 2019, interpretó el papel principal en el musical Dear Evan Hansen en Broadway. También interpretó un papel invitado en la serie musical de televisión High School Musical: el musical: la serie en 2021 y se expandió a películas con un papel secundario en Guía de viaje hacia el amor (2023).

## Primeros años y educación
Feldman nació en Manhasset, Nueva York. Se convirtió en fanático del teatro musical a una edad muy temprana después de ver una producción de La Bella y la bestia a los tres años. Feldman se crio con una hermana mayor y muy de cerca con sus primos, a quienes llama sus hermanos. Crecieron cerca de la ciudad natal de la infancia de su madre. Luego protagonizó varias producciones locales y escolares, incluidas Annie, Grease y Rent. Comenzó un canal de YouTube en la escuela secundaria para hacer proyectos para la escuela.
También fundó su propia compañía de teatro musical en la secundaria, Zneefrock Productions, como parte de su proyecto Bar Mitzvá para recaudar fondos para la investigación del autismo. Él y un amigo escribieron y dirigieron una parodia musical de Star Wars para la compañía, que luego se presentaría en 54 Below con actores profesionales. Asistió a la Lawrence Woodmere Academy, donde su madre trabajaba como administradora antes de fallecer en agosto de 2019. Después de tomarse un descanso de la escuela secundaria para protagonizar Dear Evan Hansen, Feldman inicialmente decidió asistir a la Universidad de Harvard en el otoño de 2020, pero pospuso su inscripción un año hasta 2021 debido a la pandemia de COVID-19.

## Carrera en la actuación
En 2018, su segundo año de escuela secundaria, Feldman interpretó a Frank Abagnale Jr. en la producción de su escuela secundaria del musical Catch Me if You Can. Después de ganar su programa de premios regionales por esta actuación, fue invitado a actuar en los Jimmy Awards, donde ganó el premio al mejor actor. Stacey Mindich, la productora principal de Dear Evan Hansen, notó su actuación y le pidió que hiciera una audición para el papel de Evan Hansen en Broadway. El 30 de enero de 2019, a la edad de 16 años, Feldman asumió el papel de Evan Hansen, reemplazando a Taylor Trensch. Su actuación fue elogiada, con Sarah Bahr en el New York Times escribiendo: "Andrew Barth Feldman me hizo olvidar dónde estaba, quién era yo, que era otra cosa que parte del mundo en el escenario... Estoy bastante segura de que no respiré en todo el primer acto". Dejó el cargo el 26 de enero de 2020, momento en el cual Jordan Fisher asumió el cargo.
Feldman comenzó una recaudación de fondos para el Actor's Fund llamada Broadway Jackbox en marzo de 2020, junto con el ex coprotagonista de Dear Evan Hansen, Alex Boniello. Esta recaudación de fondos se transmitió en Twitch, con famosos actores de Broadway y de cine cada semana. También creó una serie de misterio de asesinato llamada Broadway Whodunit, protagonizada por actores de teatro y Broadway. Durante su carrera en el programa, tuvo su propio vlog de broadway.com y tiene su propio canal de YouTube bajo su nombre. Empezó su propia compañía de teatro, Zneefrock Productions, para recaudar fondos para la concientización sobre el autismo. Se le puede escuchar interpretándose a sí mismo en As the Curtain Rises, un podcast telenovela original de Broadway de Broadway Podcast Network.
El 28 de diciembre de 2020, se anunció que Feldman interpretaría a Linguini en un concierto benéfico de presentación de Ratatouille the Musical, un meme de Internet originado en TikTok, e inspirado por la película homónima de Disney/Pixar de 2007. El concierto se transmitió exclusivamente en TodayTix el 1 de enero de 2021. Su actuación fue aclamada, con Jesse Green escribiendo en The New York Times que Feldman «parece haber animado su rostro para que coincida con la versión de Pixar: es instantáneamente adorable mientras parece que todavía podría morderte el dedo del pie».
El 11 de febrero de 2021, se anunció que Feldman haría su debut actoral en televisión en el programa de Disney+, High School Musical: el musical: la serie, como estrella invitada recurrente para la temporada 2, donde interpretó a Antoine, un estudiante de intercambio francés.
El 7 de mayo de 2021, Feldman apareció en el cortometraje Thespians de Casey Likes, finalista del premio Jimmy 2019.
Feldman hizo su debut como actor cinematográfico en abril de 2023 en la película de Netflix A Tourist's Guide to Love como Alex, un vlogger que se dirige a la universidad. Posteriormente protagonizó junto a Jennifer Lawrence No Hard Feelings en junio como Percy, un futuro estudiante universitario que tampoco tiene ni idea social.

## Música
El 8 de julio de 2021, Feldman lanzó su primer sencillo "Every Pretty Girl" sobre enamorarse cuando era un adolescente con TOC. En la víspera de Navidad de 2021, Feldman lanzó su segundo sencillo "Emma". Además, en julio de 2021, Feldman apareció en el sencillo "The Old Me and You" de la actriz y cantante estadounidense Cozi Zuehlsdorff. El 23 de septiembre de 2022, Feldman y Joe Serafini lanzaron "In My Head", un dueto escrito por los compositores Daniel Mertzlufft y Jacob Ryan Smith sobre el incipiente romance entre dos jóvenes.

## Filmografía

### Películas
| Año  | Título                                    | Papel    | Notas                     |
| ---- | ----------------------------------------- | -------- | ------------------------- |
| 2020 | Ben Platt Live from Radio City Music Hall | Él mismo | Película concierto; cameo |
| 2023 | Guía de viaje hacia el amor               | Alex     |                           |
| 2023 | No Hard Feelings                          | Percy    |                           |

### Televisión
| Año     | Título                                    | Papel                  | Notad                          |
| ------- | ----------------------------------------- | ---------------------- | ------------------------------ |
| 2020–21 | Stars in the House                        | Anthony, Él mismo      | Estrella invitada; 3 episodios |
| 2020    | The 2020 Roger Rees Awards                | Él mismo - Presentador | Especial de televisión         |
| 2021    | High School Musical: el musical: la serie | Antoine                | Invitado recurrente            |

### Teatro
| Año     | Producción              | Papel                 | Categoría                      |
| ------- | ----------------------- | --------------------- | ------------------------------ |
| 2018    | Catch Me If You Can     | Frank Abagnale Jr.    | Lawrence Woodmere Academy      |
| 2019–20 | Dear Evan Hansen        | Evan Hansen           | Broadway                       |
| 2020    | SW: A New(sical) Hope   | Han Solo/Darth Vader  | 54 Below                       |
| 2021    | Ratatouille the Musical | Alfredo Linguini      | Concierto benéfico             |
| 2022    | 7 Sacrilege Street      | Compositor            | Harvard-Radclffe Dramatic Club |
| 2022    | Park Map                | Compositor/Intérprete | 54 Below                       |